# Мане де ла Пара
Мане де ла Пара (на испански: Mane de la Parra) е мексикански актьор и певец, внук на писателката и сценаристка Йоланда Варгас Дулче, племенник на актрисата Емое де ла Пара и брат на диригентката Алондра де ла Пара.

## Филмография

### Теленовели
- Моята вечна любов (2024) – Даниел
- Корона от сълзи 2 (2022) – Игнасио Чаверо Ернандес
- Какво се случва със семейството ми? (2021) – Патрисио Итурбиде
- Кралицата съм аз (2019) – Хуанхо
- Силвия Пинал, пред теб (2019) – Фернандо Фраде
- Полетът към победата (2017) – Андрес Сантибаниес и Калсада
- Квартална любов (2015) – Даниел Маркес Лопесрейна
- Необичана (2014) – Улисес Торес Гаярдо
- Корона от сълзи (2012-2013) – Игнасио Чаверо Ернандес
- Cachito de cielo (2012) – Адриан Гомес Обрегон
- Esperanza del corazón (2011-2012) – Алексис Дуарте Морено
- Niña de mi corazón (2010) – Чарли
- Verano de amor (2009) – Бруно

### Уебновели
- El pecado de Camila (2013) – Рики

### Филми
- El cielo en tu mirada (2012) – Хосе
- Чудната петорка (2012) – Джак Фрост (дублаж)
- A la mala (2015)

### Театър
- Mentiras: el musical (2012-2013) – Емануел

## Дискография

### Албуми
- 2011: Mane

### EP
- 2011: Historias De Novela

### Сингли
- 2011: Es Mentira
- 2011: La Fórmula
- 2011: Quiero Que Sepas
- 2011: Mi Respiración
- 2011: Como Dice El Dicho
- 2011: Esperanza Del Corazón
- 2013: Como Soy
- 2014: Te Tuve Y Te Perdí
- 2015: Como Dice El Dicho (с Маргарита)

### Саундтракове
1. Estrella mía (за теленовелата Niña de mi corazón)
2. Quiero que sepas (за теленовелата Niña de mi corazón)
3. Es mentira (за теленовелите Niña de mi corazón и Esperanza del corazón)
4. Esperanza del corazón (заглавна песен за теленовелата Esperanza del corazón)
5. Mi respiración (за теленовелата Esperanza de mi corazón)
6. Como soy (за теленовелата Корона от сълзи)
7. Te tuve y te perdí (за теленовелата Необичана)

### Награди
- 2005 – Premio BMI за песента Hoy voy a amarte
- 2013 – Premio BMI за песента El Mentiroso